# Hyphessobrycon dorsalis
Hyphessobrycon dorsalis ist eine kleine Fischart aus der Salmlerfamilie Acestrorhamphidae, die im brasilianischen Amazonasbecken im Einzugsbereich des  Rio Caurés, eines rechten Nebenflusses des Rio Negros, vorkommt. Er wurde erst 2014 durch Axel Zarske, damals Sektionsleiter der Ichthyologie der Senckenberg Naturhistorischen Sammlungen Dresden, wissenschaftlich beschrieben. Schon vorher war er in der Aquaristik unter der Bezeichnung „Hyphessobrycon minor“ bekannt.

## Merkmale
Hyphessobrycon dorsalis erreicht eine Standardlänge von 3,7 Zentimetern und hat einen seitlich stark abgeflachten, langgestreckten Körper. Das Rückenprofil stegt etwas stärker an als das Bauchprofil abfällt. Der „Nacken“ ist etwas eingebuchtet. Die Rückenflossenbasis ist gerade und fällt ab. Auch zwischen Rückenflossenbasis und Fettflosse ist der Rücken gerade. Die maximale Körperhöhe wird kurz vor der Rückenflosse erreicht. Die Standardlänge liegt beim 3,41 bis 3,76-fachen der größten Körperhöhe. Das Pseudotympanum, ein transparenter, dreieckiger Bereich hinter der Kiemendeckel, ist relativ groß. Hyphessobrycon dorsalis ist transparent hellgrau bis weißweinfarben. Auf dem Rücken sind die Schuppenränder schwärzlich, so dass sich ein dunkles Netzmuster ergibt. Ein dunkler Schulterfleck fehlt. Die Iris der relativ großen Augen ist silbrig ohne rötlichen oberen Bereich. Im vorderen oberen Teil der Rückenflosse befindet sich ein schwarzer Fleck. Entlang der Afterflossenbasis verläuft ein schwach ausgeprägter schwarzer Streifen. Ansonsten sind alle Flossen farblos und transparent.
- Flossenformel: Dorsale ii/8-9, Anale iii/21-23, Pectorale i/12, Ventrale ii/7, Caudale 1/9-8/1.
- Schuppenformel: mLR 31-32.